# Darcelle XV
Darcelle XV (Portland, Oregón; 16 de noviembre de 1930-23 de marzo de 2023) era el nombre artístico de Walter W. Cole, una drag queen de Portland, Estados Unidos.

## Biografía
Cole nació en 1930 y vivió en Linnton, Portland, durante su infancia. Su joven personalidad era descrita como un tímido "chico mariquita de cuatro ojos". Cole sirvió en las Fuerzas Armadas y fue dado de baja del ejército a fines de la década de 1950 después de la Guerra de Corea, luego de lo cual vivió una vida "convencional" en el sureste de Portland con su esposa y sus dos hijos. Cole trabajaba en una tienda de Fred Meyer y se describía a sí mismo como "teniendo un corte de pelo convencional y gafas con montura de cuerno".  
Con los 5000 dólares que recibió del ejército al momento de su baja, compró una cafetería llamada Caffé Espresso, cerca de la Universidad Estatal de Portland. Más tarde trasladó la cafetería a Southwest Third y Clay, expandiendo el sótano para incluir un club de jazz nocturno llamado Studio A. La renovación urbana hizo que Cole vendiera su negocio. En 1967, recibió 5000 dólares en compensación por renovación urbana, que le proporcionó un pago inicial en una taberna llamada Demas, ubicada en Northwest Third y Davis, la cual convirtió en Darcelle XV Showplace.

### Darcelle

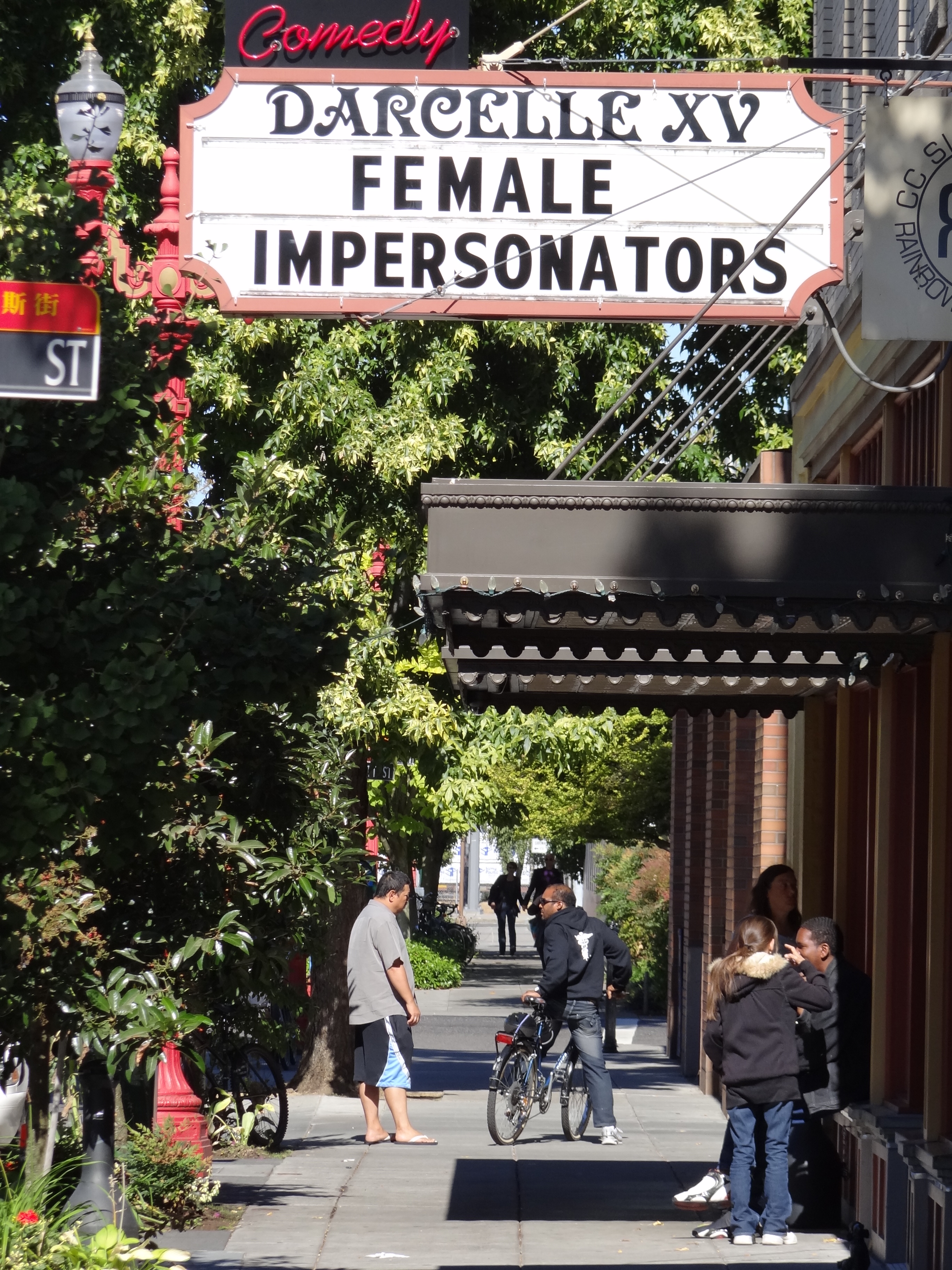
Entrada a Darcelle XV Showplace en 2012

Cole, que tenía interés en la actuación y había trabajado en el Teatro Cívico de Portland, desarrolló su "alter ego" Darcelle y salió del armario como gay. Según Cole, usó un vestido de mujer por primera vez a los 37 años. En 1969, dejó a su esposa y comenzó una relación con Roxy Neuhardt, quien también se desempeñó como colaborador artístico. Cole permaneció legalmente casado con su esposa; su relación con sus dos hijos fue tensa, pero se mantuvo intacta.  
Darcelle llevaba pestañas postizas, joyas y ropa brillante. Cole ha descrito la personalidad de Darcelle como "lentejuelas en los párpados, muchas plumas, cabello grande, joyas grandes y muchas bromas". Evitando una ley de Oregón que prohíbe el uso de más de un instrumento durante las actuaciones, los artistas de Darcelle XV Showplace usaron la sincronía de labios en sus espectáculos. El negocio fue multado después de que Neuhardt realizó un "adagio de ballet" con otro hombre. Durante la década de 1970, el Showplace se convirtió en un destino popular para la cultura drag. Con el cierre del local de drag Finocchio en San Francisco en 1999, Darcelle se convirtió en la drag queen más antigua de la costa oeste.  
Darcelle y el Showplace se convirtieron en parte de la cultura de Portland a lo largo de los años. Darcelle asistía a muchas funciones sociales en toda la ciudad. En 2011, se desempeñó como gran mariscal del Starlight Parade de Portland Rose Festival y recibió el Premio Spirit of Portland. Ese mismo año, Cole y Sharon Knorr publicaron sus memorias, Just Call Me Darcelle. El libro recuerda la vida de Cole, incluida su infancia, el servicio militar y sus experiencias como Darcelle. Cole también compartió historias de la cultura de Portland, desde su visita al Barrio Chino del Barrio Antiguo con su madre en la década de 1930, hasta Magic Garden un club de lesbianas en la década de 1960, hasta su descripción del Hotel Hoyt. Knorr se desempeñó como director del programa individual de 2010 de Cole con el mismo nombre.  

## Recepción
Darcelle XV Showplace fue presentado el show de drag más antiguo de la costa oeste. En 2011, Kelly Clarke de Willamette Week llamó a Darcelle para el 'comité de bienvenida no oficial' a Portland durante cuarenta años. Escribió que Just Call Me Darcelle lee con suavidad, "como una transcripción en voz alta", pero también reconoció el valor de sus recuerdos de la cultura de Portland, que abarca más de 75 años. En su revisión de las memorias de Cole, Clarke lo describió como "un empresario enérgico cuyo deseo de una vida menos ordinaria lo catapultó de un trabajo en Fred Meyer para convertirse en propietario de una cafetería de contracultura, un club de jazz fuera de horario, un club rudo y, finalmente, una revista de arrastre conocida a nivel nacional, sin salir de Portland.  
Darcelle XV fue reconocida por el Guinness World Records como la drag queen más vieja del mundo en 2016, a la edad de 85 años y 273 días.